# Drosophila
Drosophila Fallén, 1823, è un genere di insetti della famiglia dei Drosophilidae (Diptera: Schizophora: Ephydroidea). Insetti di dimensioni medio-piccole, sono comunemente chiamati moscerini della frutta, nome comune propriamente attribuito alla specie più conosciuta, Drosophila melanogaster, ma per estensione è generalmente applicato a tutte le specie congeneri, per la maggior parte carpofaghe e attratte dalla frutta.

## Etimologia
Il termine "Drosophila", è un adattamento scientifico moderno del latino "Drosophila", a sua volta dal greco antico δρόσος, drósos, "rugiada", e φίλος, phílos, "amante", quindi col significato di "amante della rugiada".

## Descrizione
Gli studi susseguitisi nel corso di molti decenni hanno condotto, in passato, alla formulazione di chiavi diagnostiche per la determinazione del genere Drosophila, di cui una delle più significative si deve a Wheeler & Takada (1964). Questa chiave è tuttavia insufficiente ai fini della distinzione tassonomica in quanto alcuni caratteri sono da ritenersi plesiomorfici. Più recenti sono le definizioni diagnostiche fornite da Okada (1989) e Grimaldi (1990), ai cui contributi si deve, nell'impianto generale, l'attuale suddivisione tassonomica della famiglia dei Drosophilidae. Le chiavi di Okada e Grimaldi, tuttavia, possono presentare incongruenze a seguito delle ripetute revisioni tassonomiche che coinvolgono un clade parafiletico come Drosophila sensu lato.
Secondo Okada, nell'ambito della tribù dei Drosophilini, il genere Drosophila è morfologicamente affine a Zaprionus, con cui condivide alcune apomorfie non tutte ricorrenti negli altri generi: presenza di setole sugli occhi, peli acrosticali allineati su non più di otto file, setole prescutellari generalmente assenti. I caratteri differenziali che distinguono Drosophila da Zaprionus consistono nell'assenza di fasce longitudinali bianche sul mesoscuto (presenti in Zaprionus) e nella setola orbitale reclinata posteriore più vicina alla proclinata che alla verticale interna.
Grimaldi individua i seguenti caratteri diagnostici per il genere Drosophila: 
- presenza, negli occhi, di robuste setole lanceolate e carenate, in numero di tre, alternate agli angoli del perimetro di ogni ommatide;
- processi delle lacinie mascellari, sia il dorsale sia il ventrale, lunghi e sottili;
- carena generalmente presente e marcatamente larga;
- setole sottovibrissali del primo paio lunghe e robuste come le vibrisse[4]. In alcune specie del sottogenere Drosophila, tuttavia, è presente un solo paio di vibrisse, mentre le sottovibrissali sono di evidente minore sviluppo;
- mesoepisterno ventrale con una copertura di peli fra le due setole katepisternali e più in basso rispetto a queste.

## Sistematica
L'inquadramento e la suddivisione tassonomica di Drosophila sono caratterizzati da una particolare complessità a causa dell'uso ricorrente, in passato, di includere in Drosophila le specie e i gruppi di specie che non mostravano evidenti caratteri distintivi nell'ambito della famiglia Drosophilidae. Grimaldi (1990) ribadisce questo concetto usando il termine catchall ("ripostiglio") per rappresentare la funzione storica svolta da Drosophila in materia di tassonomia dei Drosophilidae. Conseguenza di questo costume era la consistenza del genere, comprendente oltre 2000 specie, pari a circa la metà di quelle comprese nell'intera famiglia, ma soprattutto il carattere artificiale del raggruppamento, in quanto parafiletico.
Negli ultimi decenni, la ricostruzione dell'albero tassonomico della famiglia su base filogenetica e l'analisi cladistica hanno ridimensionato il numero di specie di Drosophila e consentito la costruzione di una sistematica interna al genere, ancora oggi in fase di perfezionamento. Le revisioni hanno riguardato:
- la soppressione o la riduzione a sinonimo minore di specie;
- l'elevazione al rango di specie di varietà e sottospecie;
- la separazione in generi distinti di clade già considerati sottogeneri di Drosophila;
- la ridenominazione di specie con conseguente spostamento in altri generi;
- la definizione di relazioni filogenetiche interne al genere, con la costituzione di clade monofiletici intermedi fra il rango di specie e quello di genere.

La suddivisione in sottogeneri fu in gran parte definita da Sturtevant (1939, 1942), ma in seguito lo schema è stato modificato in più revisioni con l'istituzione di nuovi sottogeneri e lo spostamento di altri al rango di genere. Gruppi scorporati da Drosophila, per elevazione dal rango di sottogenere a quello di genere, sono Hirtodrosophila (circa 160 specie), Lordiphosa (circa 60 specie), Scaptodrosophila (circa 280 specie), mentre Engiscaptomyza (sei specie) è stato spostato come sottogenere in Scaptomyza.
Incerta e controversa è invece la posizione sistematica di Idiomyia, un clade di drosofilidi delle isole Hawaii, presumibilmente monofiletico, comprendente oltre 420 specie descritte. Questo gruppo è composto da specie di grandi dimensioni, con due centimetri di apertura alare, presentanti caratteri morfologici ben distinti da quelli delle Drosophila sensu stricto presenti nel resto del mondo, ivi comprese le Hawaii. Alcune specie di Idiomyia erano in passato incluse in sottogeneri di Drosophila (Antopocerus) o in generi distinti (Nudidrosophila e Ateledrosophila), il resto, più numeroso, erano incluse nel genere Drosophila in un gruppo privo di identità tassonomica ma fortemente caratterizzato, identificato con varie denominazioni (Kaneshiro's Hawaiian Drosophila, Hawaiian group species, drosophiloids group, ecc.). Attualmente, Antopocerus, Nudidrosophila e Ateledrosophila sono considerati sinonimi di Idiomyia, ma ancora non si è definito un consenso in merito alla posizione sistematica di questo clade. In passato le Idiomyia erano considerate, secondo l'autore, un genere distinto oppure appartenenti al genere Drosophila; Antopocerus e Ateledrosophila, invece, erano trattati dai diversi autori come generi distinti o sottogeneri di Drosophila. Con la revisione sistematica del 1990, Grimaldi tratta le Idiomyia come genere distinto, ma ribadisce l'assenza di un consenso in merito a questa collocazione. Bächli offre una collocazione non bene definita facendo riferimento a differenti gruppi riportati in letteratura: nel TaxoDros segnala Idiomyia Grimshaw, 1901, sinonimo di Drosophila, ma i clade trattati da Carson et al. (1970), Kaneshiro (1976) e Hardy & Kaneshiro (1981) come gruppi distinti identificabili con il genere Idiomyia. Sempre nel TaxoDros, il ditterologo svizzero classifica le centinaia di specie di Idiomyia distinguendole dal genere Drosophila ed attribuendole al genere Idiomyia, tuttavia nel catalogo Fauna Europaea, in qualità di consulente scientifico per i Drosophilidae, avalla la segnalazione di Idiomyia Grimshaw, 1901, come sinonimo di Drosophila. L'apparente contraddizione si spiega con una sinonimizzazione del genere Idiomyia sensu Grimshaw e con una trattazione di Idiomyia sensu lato come clade da elevare al rango di genere. Infine, va segnalata l'attribuzione del nome valido Drosophila (Idiomyia) a tutte le specie di Idiomyia sensu lato da parte del BioSystematic Database of World Diptera, assumendo automaticamente la validità del gruppo Idiomyia come sottogenere di Drosophila. Quest'ultima impostazione, tuttavia, non trova un adeguato riscontro in bibliografia.
Il numero di specie che complessivamente rientrano nel genere Drosophila è un dato decisamente approssimativo a causa della complessità della letteratura prodotta e dei lavori di revisioni ancora in corso, ma soprattutto a causa delle divergenze in merito all'esatta collocazione di alcuni gruppi di specie, con particolare riferimento alle Idiomyia. Escludendo queste ultime, le specie attualmente incluse nel genere Drosophila sarebbero circa 1150, facendo riferimento al TaxoDros, ma inserendo anche le Idiomyia attualmente descritte, il numero complessivo si avvicina alle 1600 specie. Tali numeri sono soggetti a variazioni più o meno consistenti alla luce di nuove acquisizioni, in futuro, sulle relazioni filogenetiche, in quanto altri gruppi di Drosophila sono destinati ad essere separati in altri generi allorché sarà confermato il carattere parafiletico del genere. La tendenza alla diminuzione del numero di specie è in parte compensata, in ogni modo, dall'aggiunta di specie di nuova descrizione, in quanto anche il genere Drosophila comprende un numero indeterminato di specie ancora sconosciute.

### Suddivisione tassonomica
Drosophila è attualmente suddiviso in otto sottogeneri riconosciuti:
- Drosophila (Chusqueophila) Brncic, 1957
- Drosophila (Dorsilopha) Sturtevant, 1942
- Drosophila (Drosophila) Fallén, 1823
- Drosophila (Dudaica) Strand, 1943
- Drosophila (Phloridosa) Sturtevant, 1942
- Drosophila (Psilodorha) Okada, 1968
- Drosophila (Siphlodora) Patterson & Mainland, 1944
- Drosophila (Sophophora) Sturtevant, 1939

Un aspetto curioso, nella nomenclatura, è che i nomi Dorsilopha, Phloridosa, Psilodorha e Siphlodora sono stati ricavati anagrammando il nome Drosophila.
I sottogeneri più rappresentativi, per numero di specie e diffusione, sono Drosophila e Sophophora. Drosophila comprende un numero di specie indeterminato a causa delle divergenze presenti in letteratura. Secondo il TaxoDros, le specie del sottogenere Drosophila sarebbero circa 730. Il BDWD contempla un numero più alto, oltre 770, in quanto classifica nel sottogenere anche una quarantina di specie, quasi tutte trattate come incertae sedis nel TaxoDros e alcune classificate in altri sottogeneri. Al sottogenere Sophophora sono invece attribuite dal TaxoDros quasi 340 specie, ma anche per questo raggruppamento ricorrono incongruenze rispetto ad altre fonti. Ad esempio, il BDWD annovera circa una ventina di specie segnalate come incertae sedis, incluse in altri sottogeneri o classificate con nomi differenti, oppure non registrate. Il numero di specie riportato in questa banca dati, pertanto, è di poco superiore alle 300 unità.
Gli altri sottogeneri comprendono un numero limitato di specie; la letteratura prodotta, più contenuta, offre un quadro più coerente sul quale c'è una sostanziale convergenza, tranne poche eccezioni. Chusqueophila comprende una sola specie, Dudaica, Psilodorha e Siphlodora due specie ciascuna. Divergenze si riscontrano, invece, sulla composizione dei sottogeneri Dorsilopha e Phloridosa. Dorsilopha comprende quattro specie secondo il TaxoDros e tre secondo il BDWD, Phloridosa, invece, comprende otto specie secondo il TaxoDros e sette secondo il BDWD.
Fra le incongruenze ricorrenti in letteratura va segnalata anche la collocazione della specie Drosophila nigrosparsa sia il TaxoDros sia il BDWD includono questa specie nel sottogenere Drosophila, con il nome Drosophila (Drosophila) nigrosparsa e riducono Spinodrosophila a sinonimo minore di Drosophila. Il catalogo Fauna Europaea, invece, riporta Spinodrosophila come sottogenere di Drosophila.

### Drosophilaincertae sedis
L'opera di riordino dell'albero tassonomico del genere, basata fondamentalmente sull'esame delle relazioni filogenetiche rende difficile o controversa la collocazione sistematica di diverse specie di Drosophila di cui non si hanno sufficienti informazioni o, comunque, la descrizione non offre, allo stato attuale, elementi sufficienti a definirne la posizione in uno degli otto sottogeneri. Queste specie trovano perciò collocazione nel genere come incertae sedis e mantengono la denominazione originaria con il nome Drosophila e il nome della specie. Anche sulle incertae sedis, le principali fonti di catalogazione non manifestano uniformità: sia il TaxoDros sia il BDWD segnalano circa 60 specie incertae sedis, tuttavia poco meno di venti hanno collocazione incerta in entrambe le banche dati, mentre completamente diverse sono le liste delle specie restanti.

### Altri generi filogeneticamente inclusi
- Samoaia

- Zaprionus

- Liodrosophila

- Dichaetophora

- Hirtodrosophila (eccetto H. duncani)

- Mycodrosophila

- Paramycodrosophila

- Scaptomyza

- Lordiphosa

- Hirtodrosophila duncani

## Fossili
A fronte dell'elevato numero di specie, pochi sono i fossili di Drosophila. Attualmente si conoscono solo cinque specie, classificate, secondo la fonte, come incertae sedis oppure attribuite al sottogenere Drosophila.

## Distribuzione
Drosophila è un genere cosmopolita, comprendente specie distribuite in tutte le regioni zoogeografiche del pianeta, con un notevole grado di biodiversità nelle regioni tropicali di tutti i continenti. La maggior parte delle Drosophila ha un areale limitato ad una sola ecozona, mentre poche sono le specie cosmopolite o di ampia distribuzione. Le Drosophila cosmopolite sono le seguenti:
- Drosophila busckii Coquillett, 1901
- Drosophila funebris (Fabricius, 1787)
- Drosophila hydei Sturtevant, 1921
- Drosophila immigrans Sturtevant, 1921
- Drosophila melanogaster Meigen, 1830
- Drosophila repleta Wollaston, 1858
- Drosophila simulans Sturtevant, 1919

In Europa sono segnalate poco più di 41 specie, tutte appartenenti ai sottogeneri Drosophila e Sophophora, con l'eccezione di D. busckii, appartenente a Dorsilopha. Oltre alle specie cosmopolite, buona parte delle drosofile europee hanno un'ampia distribuzione paleartica e sono perciò rappresentate anche in regioni limitrofe extraeuropee (Nordafrica, Medio oriente, Russia asiatica, Asia centrale e regioni temperate dell'Asia orientale).
In Italia è presente solo poco più della metà delle specie europee.